# Johannes Magnus Phalén
Johannes Magnus Phalén, född 11 december 1713 i Vadstena församling, Östergötlands län, död 21 februari 1802 i Ingatorps församling, Jönköpings län, var en svensk präst i Ingatorps församling.

## Biografi
Johannes Magnus Phalén föddes 11 december 1713 i Vadstena församling. Han var son till kyrkoherden Andreas Phallén i Väderstads församling. Phalén blev 1732 student vid Lunds universitet och prästvigdes 1741. Han var pastorsadjunkt Väderstads församling och blev 1743 pastorsadjunkt i Ekebyborna församling. År 1745 blev han pastorsadjunkt i Ljungs församling och blev 1746 komminister i Lönsås församling. Phalén blev 1769 kyrkoherde i Ingatorps församling. Han avled 21 februari 1802 i Ingatorps församling.

### Familj
Phalén gifte sig första gången med Margaretha Torpadius. Hon var änka efter komministern Knoop i Älvestads församling. Phalén gifte sig andra gången med Anna Brita Asperoth. Hon var tidigare gift med komministern Sjöstedt i Hässleby församling.